# アーロン・アンセルミーノ
アーロン・アンセルミーノ（Aaron Anselmino, 2005年4月29日 - ）は、アルゼンチン・ラ・パンパ州ベルナルド・ラロンデ出身のサッカー選手。プレミアリーグ・チェルシーFC所属。ポジションはDF。

## クラブ経歴

### ボカ・ジュニアーズ
12歳と時にボカ・ジュニアーズのユースに入団。2023年6月にトップチーム昇格が決まり、10日にプロ契約を締結。翌日のCAラヌース戦で、後半開始から起用され、プロデビュー。2024年1月には2028年までの契約に合意した。

### チェルシーFC
2024年8月8日、チェルシーFCと7年契約を締結。2024-25シーズンはローン移籍の形で引き続きボカ・ジュニアーズでプレーし、2025年7月よりチェルシーに加入することが発表された。
2025年1月3日、チェルシーはボカ・ジュニアーズにローン移籍していたアンセルミーノの復帰を発表した。